# Musi
Pour les articles homonymes, voir Musi (homonymie).
Le Musi est un fleuve d'Indonésie situé dans la province de Sumatra du Sud. Palembang, la capitale de la province, est située sur ce fleuve.
D'une longueur de 750 kilomètres, il arrose la plus grande partie de cette province.  En aval de Palembang, le Musi est rejoint par plusieurs autres cours d'eau, dont le Banyuasin ("eau salée"), pour former un delta près de la ville de Sungsang.  Le fleuve, qu'on drague à une profondeur de 6,50 mètres, est navigable par de gros navires jusqu'à Palembang, dont le port permet d'exporter notamment du pétrole, du charbon et du caoutchouc.

## L'accident du vol Silk Air 185
Le 19 décembre 1997, le vol 185 de la compagnie singapourienne Silk Air reliant Jakarta à Singapour s'est écrasé dans le Musi, entraînant la mort de ses 104 passagers et équipage.